# Nadia Harbeck
Nadia Harbeck (geboren in München) ist eine deutsche Gynäkologin und Hochschullehrerin an der Ludwig-Maximilians-Universität München.

## Werdegang
Harbeck studierte von 1983 bis 1989 Humanmedizin an der Ludwig-Maximilians-Universität München. Im Jahr 1992 erhielt sie die Approbation als Ärztin. Sie promovierte 1993 unter Wolfgang Eiermann zu Tumorzellen im Knochenmark bei Brustkrebspatientinnen an der LMU München. Im Jahr 1998 habilitierte sie sich für Gynäkologie und Geburtshilfe an der Technischen Universität München bei Heinz Höfler zur Tumormarkern bei Brustkrebs und wurde Fachärztin für Frauenheilkunde. Von 1999 bis 2002 leitete sie eine Nachwuchsforschergruppe an der TU München. Von 2000 bis 2009 war sie erst Oberärztin und anschließend leitende Oberärztin an der Frauenklinik der TU München. Von 2005 bis 2009 war sie auch Mitglied der Ethikkommission der Medizinischen Fakultät der TU München.
Von 2009 bis 2011 leitete sie das Brustzentrum und die Onkologische Ambulanz und Studienzentrale der Frauenklinik des Universitätsklinikum der Universität zu Köln. Sie war Mitglied im Vorstand des Centrum für Integrierte Onkologie (CIO) und Zentrum für klinische Studien (ZKS) und Mitglied der Ethikkommission des Universitätsklinikums Köln. Im Jahr 2009 erlangte sie die Zusatzbezeichnung „Medikamentöse Tumortherapie“ der Bayerischen Landesärztekammer.
Seit 2011 ist Harbeck Professorin für Konservative Onkologie und leitet sowohl das Brustzentrum, als auch die Onkologische Tagesklinik der Frauenklinik der Ludwig-Maximilians-Universität München. Seit 2012 ist sie im Vorstand des Comprehensive Cancer Center und seit 2016 Mitglied des Ethikbeirats der Ludwig-Maximilians-Universität München.
Sie ist Mitglied in mehreren nationalen und internationalen Mammakarzinom-Expertengremien, berufenes Mitglied in den internationalen Leitliniengremien zum Mammakarzinom (St. Gallen Konsensus für frühes Mammakarzinom und Advanced Breast Cancer Conference für fortgeschrittenes Mammakarzinom), Scientific Director der Westdeutschen Studiengruppe, Beiratsmitglied bei Brustkrebs Deutschland e.V. und Vorstandsmitglied der European Organization for Research and Treatment of Cancer (EORTC).

## Forschung
Harbeck ist Expertin für Mammakarzinom (Brustkrebs) und gynäkologische Onkologie. Sie forscht an personalisierten Therapien bei Brustkrebs, leitet mehrere große Phase III-Studien und erstellt evidenz-basierte Richtlinien für die Behandlung von Brustkrebs. Sie arbeitet daran, nicht nur die Heilungs- und Überlebenschancen, sondern auch die Verträglichkeit der derzeit verfügbaren Therapien zu verbessern.
Harbeck konnte mehrere Biomarker identifizieren, die bei einer frühzeitigen, genetischen Analyse eine auf die Patienten und Patientinnen zugeschnittene Therapie ermöglichen. Sie hält mehrere Patente, unter anderem für Biomarkern, die den Therapieerfolg mit verschiedenen Chemotherapeutika vorhersagen.

## Auszeichnungen
- 1993 Fellowship der European School of Oncology (ESO)
- 1994 Wissenschaftspreis der Bayerische Gesellschaft für Geburtshilfe und Frauenheilkunde
- 1995 Young Investigators Award der Clinical Cytometry Society
- 2001 AACR Scholar-In-Training Award for Promising Clinical or Translational Research der American Association for Cancer Research
- 2001 AstraZeneca Scholar Award des San Antonio Breast Cancer Symposiums
- 2002 Schmidt-Matthiesen-Preis für Gynäkologische Onkologie der Deutschen Gesellschaft für Gynäkologie und Geburtshilfe
- 2012 Claudia-von-Schilling-Preis der Medizinischen Hochschule Hannover[8]
- 2015 1. Bayerische Krebspatientenpreis der Bayerischen Krebsgesellschaft[9]
- 2020 ESMO Lifetime Achievement Award der Europäischen Gesellschaft für Medizinische Onkologie[10]
- 2023 Deutscher Krebspreis
- 2025 Bayerischer Verdienstorden[11]